# 黄文仲
黄文仲（1917年10月—2017年1月21日），山西省浑源县人，中国人民解放军总参谋部测绘局政治委员。

## 生平
1936年12月，黄文仲参加中国共产党领导的革命工作。1937年11月参军入伍。1938年9月加入中国共产党。历任指导员、副教导员，军分区政治部主任、副政委，中国人民解放军总参谋部干部处处长、中国人民解放军总参谋部干部局副局长，军委防化兵政治部副主任，中国人民解放军总参谋部测绘局政治委员。
2017年1月21日，正军职离休干部黄文仲在北京病逝，享年100岁。